# Chicago-Marathon 2017
| 40. Chicago-Marathon    | 40. Chicago-Marathon        |
| ----------------------- | --------------------------- |
| Stadt                   | Chicago, Vereinigte Staaten |
| Datum                   | 8. Oktober 2017             |
| Distanz                 | 42,195 Kilometer            |
| Sieger                  |                             |
| Männer                  | Galen Rupp (2:09:20 h)      |
| Frauen                  | Tirunesh Dibaba (2:18:31 h) |
| ← Chicago-Marathon 2016 | Chicago-Marathon 2018 →     |
| Website                 | Offizielle Website          |

Der Chicago-Marathon 2017 (offiziell: Bank of America Chicago Marathon 2017) war die 40. Ausgabe der jährlich stattfindenden Laufveranstaltung in Chicago, Vereinigte Staaten. Der Marathon fand am 8. Oktober 2017 statt. Er war der dritte Lauf der World Marathon Majors 2017/18 und hatte das Etikett Gold der IAAF Road Race Label Events 2017.
Bei den Männern gewann Galen Rupp aus den Vereinigten Staaten in persönlicher Bestleistung von 2:09:20 Stunden vor dem Titelverteidiger Abel Kirui aus Kenia. Es war der erste Sieg eines gebürtigen US-Amerikaners in Chicago seit Greg Meyer 1982. Bei den Frauen siegte die Äthiopierin Tirunesh Dibaba mit deutlichem Vorsprung in 2:18:31 Stunden. Insgesamt erreichten 44.349 Läufer (22.824 Männer und 21.525 Frauen) das Ziel beim Chicago-Marathon 2017.

## Ergebnisse

### Männer
| Platz | Athlet                 | Land               | Zeit (h) |
| ----- | ---------------------- | ------------------ | -------- |
| 01    | Galen Rupp             | Vereinigte Staaten | 2:09:20  |
| 02    | Abel Kirui             | Kenia              | 2:09:48  |
| 03    | Bernard Kiprop Kipyego | Kenia              | 2:10:23  |
| 04    | Sisay Lemma            | Äthiopien          | 2:11:01  |
| 05    | Stephen Sambu          | Kenia              | 2:11:07  |
| 06    | Kohei Matsumura        | Japan              | 2:11:46  |
| 07    | Ezekiel Kiptoo Chebii  | Kenia              | 2:12:12  |
| 08    | Zersenay Tadese        | Eritrea            | 2:12:19  |
| 09    | Chris Derrick          | Vereinigte Staaten | 2:12:50  |
| 10    | Michael Shelley        | Australien         | 2:12:52  |

### Frauen
| Platz | Athletin           | Land               | Zeit (h) |
| ----- | ------------------ | ------------------ | -------- |
| 01    | Tirunesh Dibaba    | Äthiopien          | 2:18:31  |
| 02    | Brigid Kosgei      | Kenia              | 2:20:22  |
| 03    | Jordan Hasay       | Vereinigte Staaten | 2:20:57  |
| 04    | Madaí Pérez        | Mexiko             | 2:24:44  |
| 05    | Valentine Kipketer | Kenia              | 2:28:05  |
| 06    | Lisa Weightman     | Australien         | 2:28:45  |
| 07    | Maegan Krifchin    | Vereinigte Staaten | 2:33:46  |
| 08    | Alia Gray          | Vereinigte Staaten | 2:34:25  |
| 09    | Taylor Ward        | Vereinigte Staaten | 2:35:27  |
| 10    | Becky Wade         | Vereinigte Staaten | 2:35:46  |